# Myrmecina taiwana
Myrmecina taiwana är en myrart som beskrevs av Mamoru Terayama 1985. Myrmecina taiwana ingår i släktet Myrmecina och familjen myror. Inga underarter finns listade i Catalogue of Life.